# Ferrocarril y minas de San Juan de las Abadesas
Ferrocarril y minas de San Juan de les Abadesas (Catalán: Ferrocarril i mines de Sant Joan de les Abadesses) fue una sociedad que explotó el ferrocarril que iba de Granollers a San Juan de las Abadesas, además de ser propietaria de las minas de carbón de Ogassa y Sant Martí de Surroca, cuyo carbón se transportaba mediante la línea ferroviaria.

## Historia
En 1844 se proyectó una línea de ferrocarril que permitiera transportar el carbón que se extraía de las minas de Ogassa y Sant Martí de Surroca. Tuvo varios concesionarios y varias compañías se comprometieron a construirlo pero resultaron en intentos fallidos.
En los años 1870 empezó a construirse, pero a un ritmo muy lento a causa de la tercera guerra carlista. Finalmente, el 8 de julio de 1875 se inauguró el primer tramo entre Granollers y Vich; la estación de partida era la de Granollers, de la compañía Caminos de Hierro de Barcelona a Francia por Figueras (BFF), explotadora de la línea entre Barcelona y Gerona. En 1877 se creó la compañía del Ferrocarril y minas de San Juan de les Abadesas que explotaría la línea.
El 20 de junio de 1880 se llegó a Ripoll, y finalmente en San Juan de las Abadesas se inauguró la llegada el 17 de octubre de aquel mismo año. Entonces la compañía para llegar a Barcelona tenía que pagar peaje a la Compañía de los ferrocarriles de Tarragona a Barcelona y Francia (TBF) al pasar por sus líneas. Para evitarlo decidió construir un ramal para llegar directamente. Por eso consiguió la concesión del ferrocarril de San Martín de Provensals a Llerona. En 1886 se inauguró el nuevo tramo y al año siguiente la compañía entró en bancarrota. La Compañía de los Caminos de Hierro del Norte de España liquidó la empresa y absorbió sus líneas y minas.